# 桜井裕美
桜井 裕美（さくらい ゆみ、1981年5月24日 - ）は、日本のファッションモデル、女優。滋賀県出身。イデア所属。

## 来歴
滋賀県大津市生まれ。高校生の時、地元の雑誌に写真が掲載されたことをきっかけにタレント事務所のオフィス・メイからスカウトされ、以後モデルとして活動。
2000年のフジテレビビジュアルクイーンや、2000年シドニーオリンピックのサポーターガールを務めた。2002年4月に『JJ』の専属モデルとなる。2003年にはキリンビールのキャンペーンガールやカネボウ化粧品のスイムウェアイメージモデルを担うなどしたほか、『ASIAN BEAUTY』と題した写真集を発表。『エルセーヌ』や東日本旅客鉄道（JR東日本）のテレビコマーシャル、ならびに『g@me.』など映画作品への出演した。
2014年、美容師国家試験に合格し、美容師免許を取得。
2015年、デビュー以来所属していたオフィス・メイから、インセントグループの「イデア」に移籍した。

## 人物
- 3歳下の弟がいる[7]。
- 2016年5月12日、一般男性と結婚[8]。同年11月1日、第1子の男児出産[9]。2020年3月、第2子の男児出産[10]。2022年7月、第3子の女児出産[11]。

## 出演

### 雑誌
- 『JJ』（専属：2002年4月より）
- 『CLASSY.』（2008年）[12]
- 『saita』（2008年）[12]
- 『GINGER』（2010年）[12]
- 『Oggi』[12]

### ランウェイ
- 東京ガールズコレクション：2005年秋冬[13]、2006年春夏[14]、2006年秋冬[15]、2007年秋冬[16]、2008年春夏[17]、2008年秋冬[18]、2009年春夏[19]、2009年秋冬[20]
- 神戸コレクション：2007年秋冬[21]、2008年春夏[22]、2008年秋冬[23]、2009年秋冬[24]、2010年秋冬[25]、2011年秋冬[26]、2012年春夏[27]
- 東京ランウェイ：2012年春夏[28]

### テレビCM
- 『郵便局』（日本郵政、2002年10月）[29]
- カネボウ化粧品（2003年 - 2004年8月）[30]
  - 『テスティモ』（2003年5月）[29]
  - 『コフレドール・ブライトアップルージュ』（2011年6月 - ） 共／三沢あけみ、野沢和香、平子理沙[31]
- 『TS41』（ツーカーセルラー東京、2004年1月）[29]
- 『エルセーヌ』（2004年4月）[29] 共／MIE、知念里奈[31]
- 『北東北キャンペーン』（東日本旅客鉄道（JR東日本）、2004年12月[29] -2005年3月[30]）
- 『エッセンシャル・ダメージケアシャンプー』（花王、2005年2月）[31]
- 『ジーンズ』（UNIQLO、2005年2月） 共／ピーター、大杉漣[31]
- 『スカイパーフェクトTV』[30]
- 『スーパースター』（ミズノ、2005年）[30]

### テレビドラマ
- らぶ・ちゃっと<ガール・ミーツ・ガール!>（2000年7月31日、フジテレビ）ドラマ初出演
- 天国に一番近い男（教師編）（2001年4月 - 6月、TBS） - 矢野唯 役
- フジテレビドラマスペシャル「TEAM」（2001年10月5日）
- 「Pな彼女」（2002年10月 - 11月、BS-i）
- 年下の男（2003年1月9日、TBS）
- クニミツの政（2003年7月 - 9月、関西テレビ）
- 火曜ドラマゴールド「バカラ」（2006年10月31日、日本テレビ）

### バラエティ番組
- ダウンタウンのものごっつええ感じスペシャル（2001年10月12日、フジテレビ）
- 旅美人（毎週火曜日放送、フジテレビ、準レギュラー出演）
- 美人の素（2004年1月 - 2004年9月、TBS）　青木さやか・美人の素とは、別の番組である。
- 女神系GOLF（2008年10月 - 2009年3月、テレビ朝日）
- Style/Style（2009年5月19日、5月26日、テレビ神奈川）
- 東京上級デート（2013年4月10日、テレビ朝日）＃49　日本橋室町

### 映画
- 『g@me.』（2003年11月）[30]
- 『HERO?天使に逢えば・・・』（2004年6月）[30]
- 『wanna be FREE!東京ガール』（2006年8月）[30] カリスマモデル「彩花」役
- 『アルゼンチンババア』（2007年）

### ラジオ
- @llnightnippon.com（2000年9月5日、ニッポン放送）
- プレラジ※懸賞TV（FM YOKOHAMA）
- イマドキッC（コレクション）土曜日（2007年4月 - 2008年3月、MBSラジオ）
- イマドキッ土曜日（2008年4月 - 2009年4月、MBSラジオ）
- もっとイマドキッ（2009年4月 - 2010年4月、MBSラジオ）
- 飛び出せ！イマドキッ（2010年4月 - MBSラジオ）

### PV
- Janne Da Arc「Kiss Me」（2004年）

## 写真集
- Asian Beauty（2003年、ワニブックス）
- DVD：First Time（2000年、ポニーキャニオン）